# Doc Yak's Christmas
Doc Yak's Christmas è un cortometraggio muto del 1913 scritto, prodotto e diretto da Sidney Smith.

## Produzione
Il film fu prodotto dalla Selig Polyscope Company.

## Distribuzione
Distribuito dalla General Film Company, il film - un cortometraggio di 150 metri - uscì nelle sale cinematografiche statunitensi il 25 dicembre 1913.